# Drew Sutton
Stephen Drew Sutton (né le 30 juin 1983 à El Dorado, Arkansas, États-Unis) est un joueur de champ intérieur au baseball évoluant en Ligue majeure avec les Pirates de Pittsburgh.

## Carrière
Après des études secondaires à la Roseburg High School de Roseburg (Arkansas), Drew Sutton rejoint le Texarkana Junior College à Texarkana (2002-2003), puis l'Université Baylor à Waco (Texas) où il porte les couleurs des Baylor Bears en 2004.
Sutton est drafté le 5 juin 2004 par les Astros de Houston au quinzième tour de sélection. Il signe son premier contrat professionnel le 16 juin et entame son parcours en ligues mineures sous les couleurs des Tri-City ValleyCats (A-, 2004), des Lewington Legends (A, 2005), des Salem Avalanche (A+, 2005-2006), des Corpus Christi Hooks (AA, 2007-2008).
Échangé aux Reds de Cincinnati le 16 mars 2009, il fait ses débuts en Ligue majeure le 2 juillet 2009 après avoir opéré en Triple-A chez les Louisville Bats en début de saison.
Sutton rejoint les Indians de Cleveland le 6 août 2010 via un ballotage. Devenu agent libre à l'automne 2010, il signe un contrat de Ligues mineures dans l'organisation des Red Sox de Boston le 22 novembre. Il frappe pour ,315 de moyenne au bâton en 31 parties pour les Red Sox en 2011.
Le 22 novembre 2011, Sutton signe un contrat des ligues mineures avec les Braves d'Atlanta. Il ne joue pas pour les Braves et ceux-ci le transfèrent aux Pirates de Pittsburgh pour une somme d'argent le 20 mai. Dès le lendemain, les Pirates le cèdent aux Rays de Tampa Bay contre une somme d'argent ou un joueur à être nommé plus tard. Sutton fait ses débuts avec les Rays le 22 mai.
Il rejoint les Pirates de Pittsburgh via le ballottage le 24 juin 2012.

## Statistiques
| Saison | Équipe     | G  | AB  | R  | H  | 2B | 3B | HR | RBI | SB | BA    |
| ------ | ---------- | -- | --- | -- | -- | -- | -- | -- | --- | -- | ----- |
| 2009   | Cincinnati | 42 | 66  | 10 | 14 | 4  | 1  | 1  | 9   | 0  | 0,212 |
| 2010   | Cincinnati | 2  | 3   | 1  | 2  | 0  | 0  | 1  | 4   | 0  | 0,667 |
| 2010   | Cleveland  | 11 | 36  | 4  | 8  | 1  | 0  | 1  | 4   | 0  | 0,222 |
| Totaux | Totaux     | 55 | 105 | 15 | 24 | 5  | 1  | 3  | 17  | 0  | 0,229 |

Note : G = Matches joués ; GS = Matches comme lanceur partant ; CG = Matches complets ; SHO = Blanchissages ; 
V = Victoires ; D = Défaites ; SV = Sauvetages ; IP = Manches lancées ; SO = Retraits sur des prises ; ERA = Moyenne de points mérités.